# Amegilla bombiformis
Amegilla bombiformis är en biart som först beskrevs av Frederick Smith 1854.
Amegilla bombiformis ingår i släktet Amegilla och familjen långtungebin. Inga underarter finns listade i Catalogue of Life.

## Beskrivning
Arten är ett robust, hårigt, humlelikt bi med en kroppslängd på omkring 18 mm och guldgul päls som på bakkroppen har mörkbruna tvärband.

## Ekologi
Amegilla bombiformis flyger bland annat till kaprifolväxter som Abelia, och till buddlejaväxter som buddlejasläktet. Det förekommer även att den besöker kräknötsväxter.
Arten är ett solitärt bi, som gräver larvbon i jorden. Varje bo har flera celler, varje cell innehåller ett ägg samt en kula av pollen och nektar avsedd som föda åt larven.

## Utbredning
Arten finns i Australiens delstater New South Wales, Queensland och Victoria samt på Nya Guinea.

## Bildgalleri

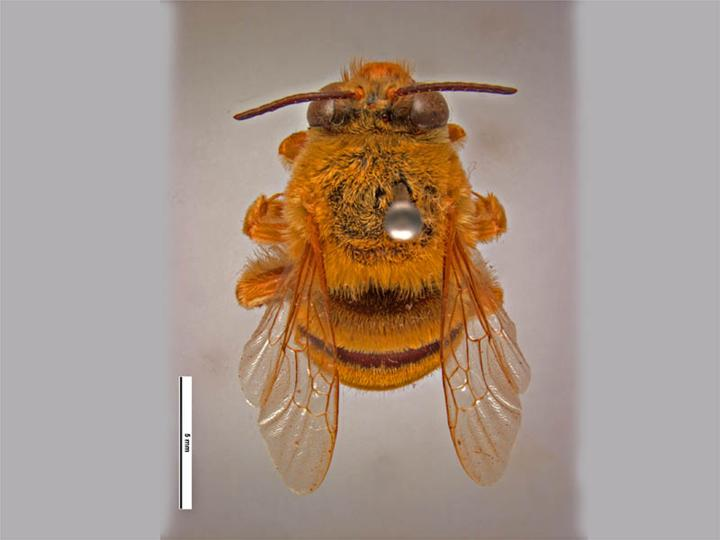
Hona
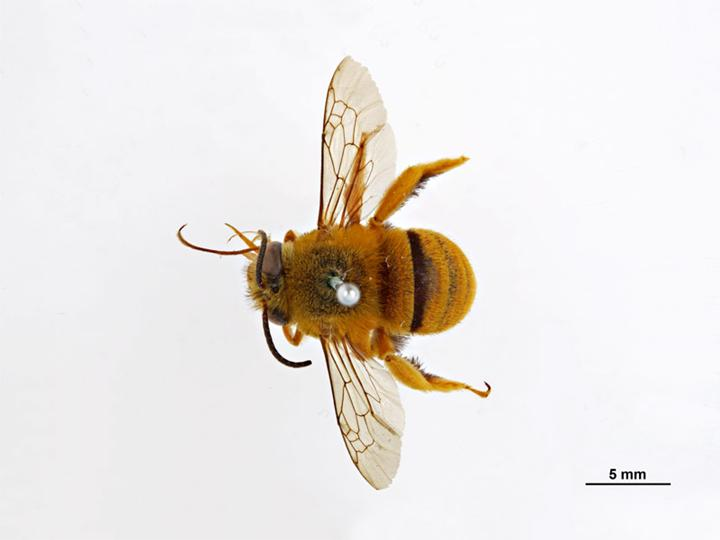
Hane
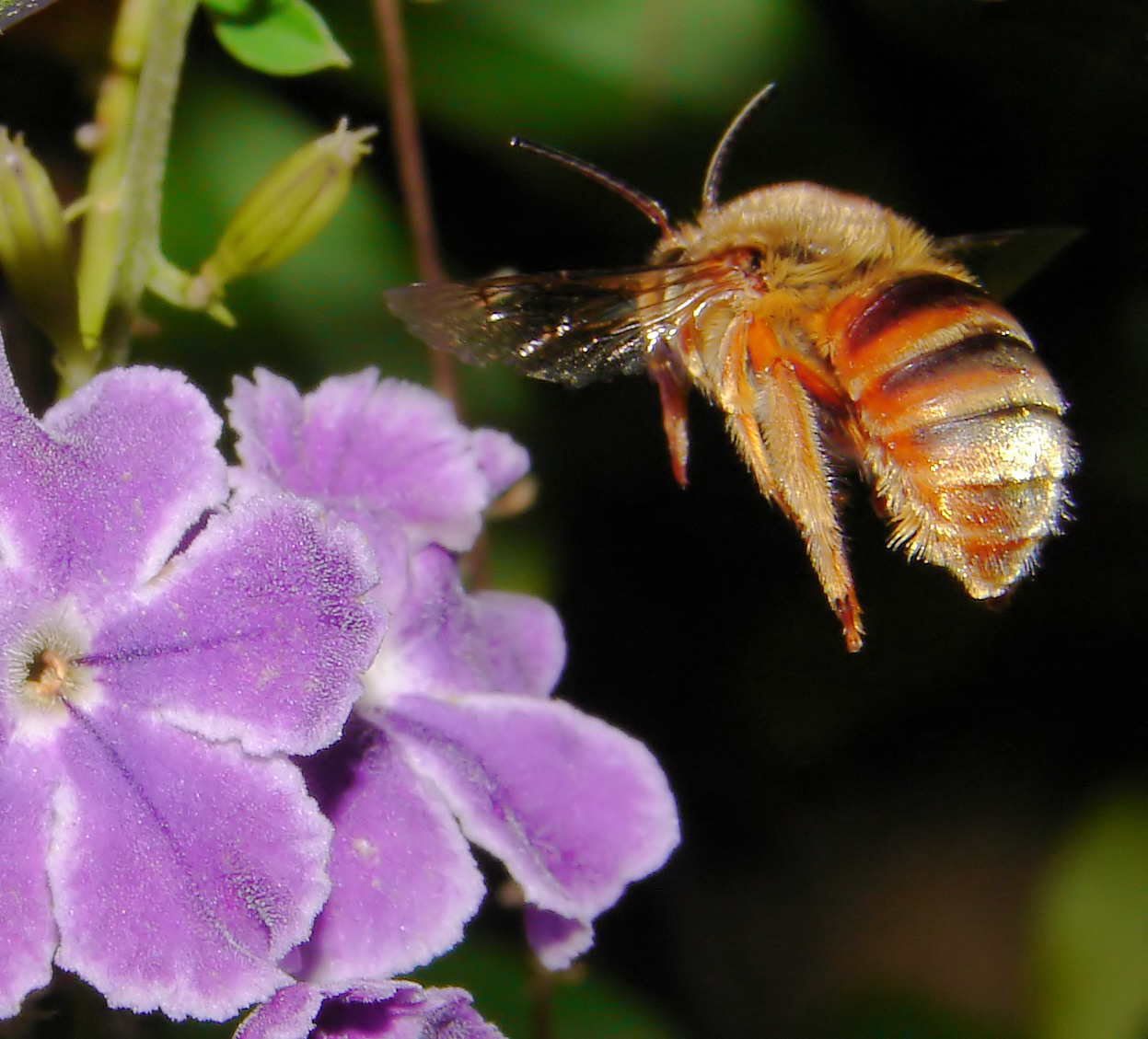
Amegilla bombiformis med utsträckt tunga
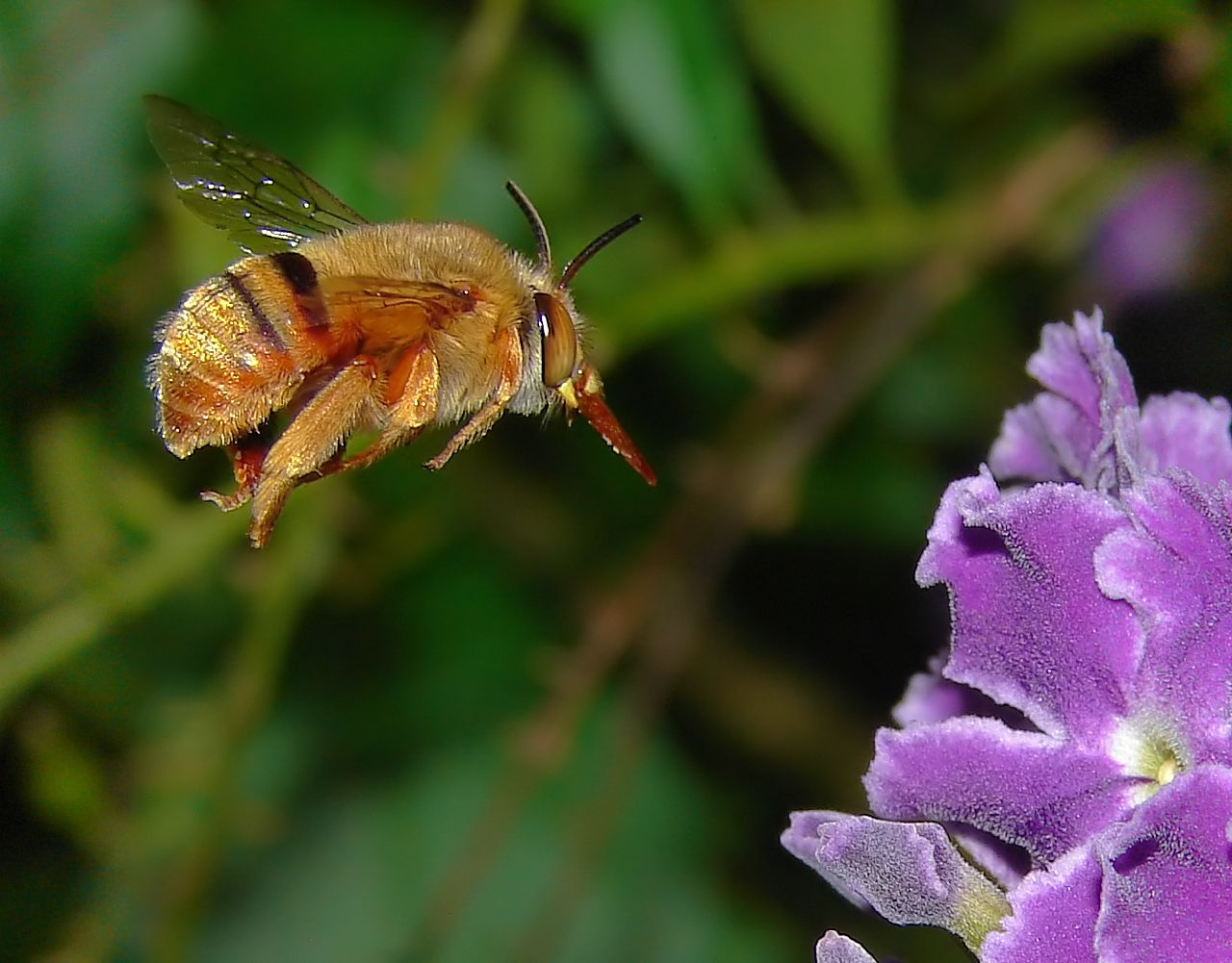
Även denna individ med utsträckt tunga